# Moraea incurva
Moraea incurva är en irisväxtart som beskrevs av Gwendoline Joyce Lewis. Moraea incurva ingår i släktet Moraea och familjen irisväxter. Inga underarter finns listade i Catalogue of Life.